# Петерман (лунный кратер)
Кратер Петерман (лат. Petermann) — большой древний ударный кратер в северной приполярной области видимой стороны Луны. Название присвоено в честь немецкого картографа и географа Августа Петермана (1822—1878) и утверждено Международным астрономическим союзом в 1935 г. Образование кратера относится к нектарскому периоду.

## Описание кратера

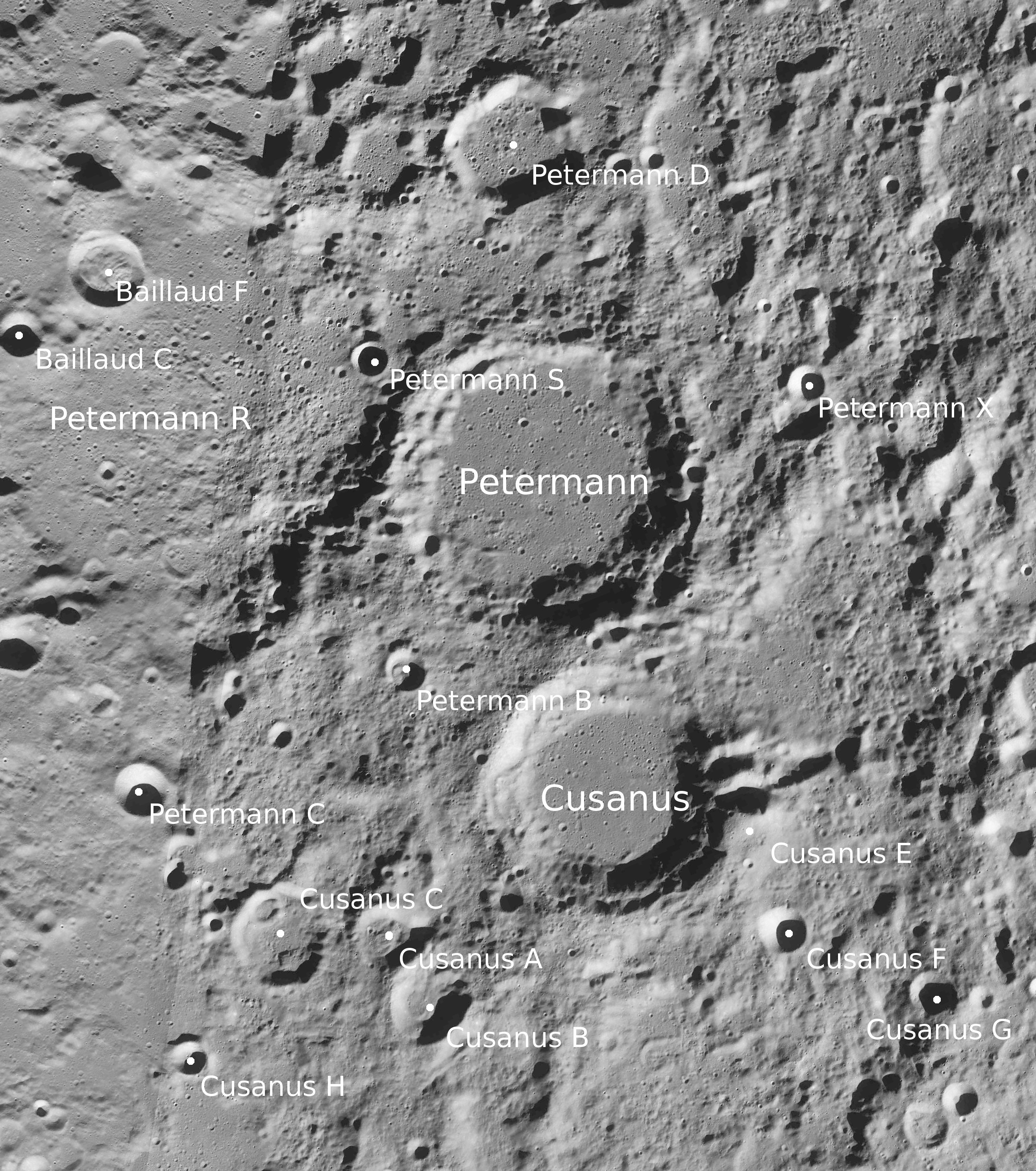
Окрестности кратера Петерман. Снимок зонда Lunar Reconnaissance Orbiter.

Ближайшими соседями кратера являются кратер Байо на западе; кратер Де Ситтер на северо-западе и кратер Кузанский на юге. 

Селенографические координаты центра кратера 74°21′ с. ш. 67°53′ в. д. / 74,35° с. ш. 67,89° в. д., диаметр 77,0 км, глубина 3330 м.

Кратер Петерман имеет полигональную форму, умеренно разрушен. Вал сглажен, в северо-западной и юго-восточной части двойной, к западной части вала примыкает большой сателлитный кратер Петерман R (см. ниже). Внутренний склон вала террасовидной структуры, ширина склона различна по периметру, достигая максимума в южной и юго-восточной части. Высота вала над окружающей местностью достигает 1310 м, объем кратера составляет приблизительно 4800 км³.  Дно чаши сравнительно ровное за исключением юго-западной части, испещрено множеством мелких кратеров.

## Сателлитные кратеры
| Петерман | Координаты                                            | Диаметр, км |
| -------- | ----------------------------------------------------- | ----------- |
| A        | 74°51′ с. ш. 87°38′ в. д. / 74,85° с. ш. 87,63° в. д. | 18,3        |
| B        | 72°46′ с. ш. 63°55′ в. д. / 72,77° с. ш. 63,91° в. д. | 10,3        |
| C        | 71°31′ с. ш. 57°20′ в. д. / 71,51° с. ш. 57,34° в. д. | 13,1        |
| D        | 77°09′ с. ш. 66°31′ в. д. / 77,15° с. ш. 66,52° в. д. | 33,6        |
| E        | 72°28′ с. ш. 53°16′ в. д. / 72,46° с. ш. 53,26° в. д. | 14,5        |
| R        | 74°47′ с. ш. 55°37′ в. д. / 74,78° с. ш. 55,61° в. д. | 118,4       |
| S        | 75°17′ с. ш. 62°02′ в. д. / 75,29° с. ш. 62,04° в. д. | 9,5         |
| X        | 75°01′ с. ш. 76°06′ в. д. / 75,02° с. ш. 76,1° в. д.  | 9,0         |
| Y        | 75°43′ с. ш. 85°41′ в. д. / 75,71° с. ш. 85,69° в. д. | 12,2        |

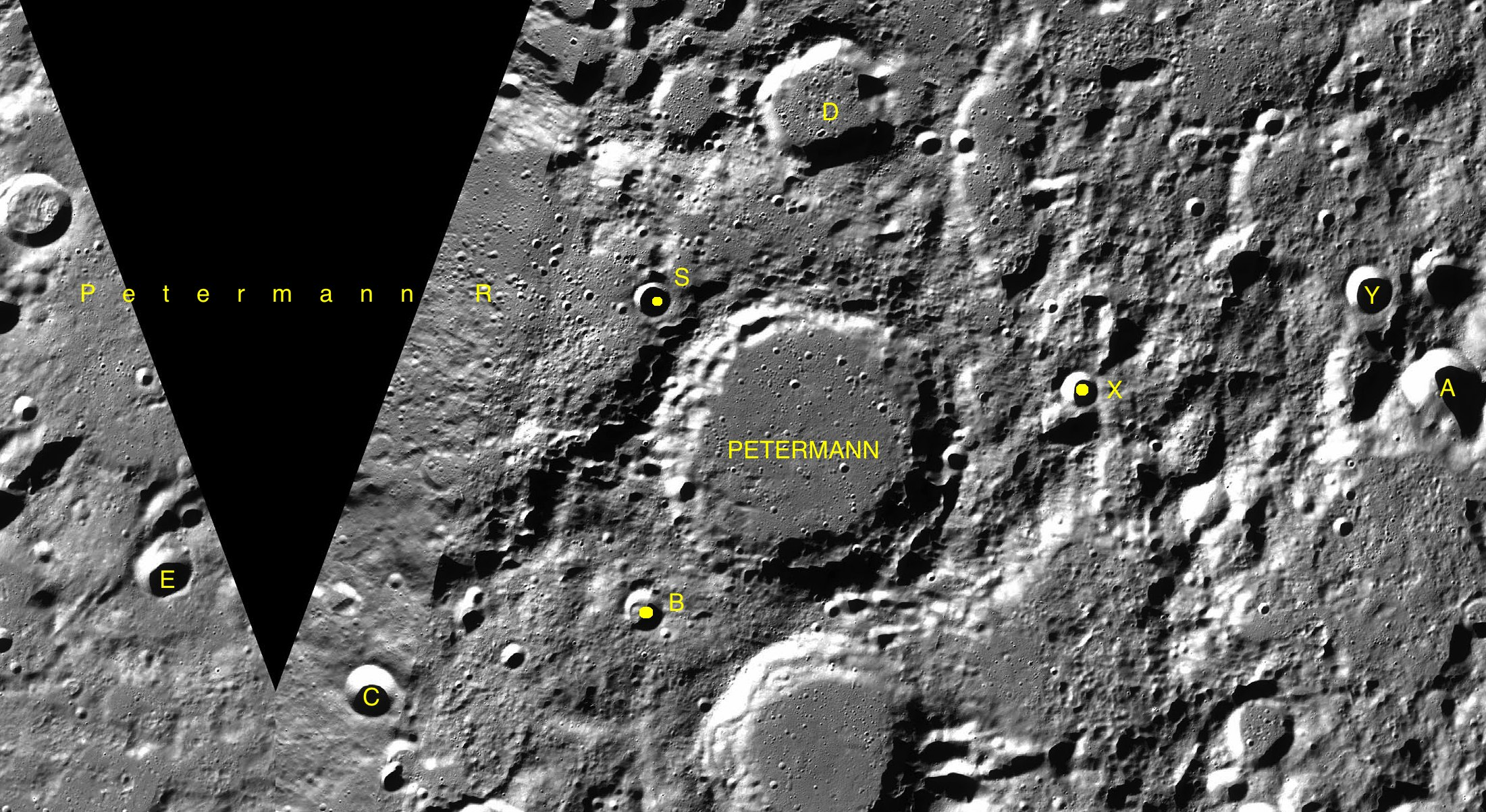
Фрагменты карт LAC-4, LAC-5.

- Образование сателлитного кратера Петерман D относится к нектарскому периоду[1].
- Образование сателлитного кратера Петерман R относится к донектарскому периоду[1].

## См.также
- Список кратеров на Луне
- Лунный кратер
- Морфологический каталог кратеров Луны
- Планетная номенклатура
- Селенография
- Минералогия Луны
- Геология Луны
- Поздняя тяжёлая бомбардировка